# Кібечі (селище)
Кібе́чі (рос. Кибечи, чув. Кипеч Уйăрăшĕ) — селище у складі Канаського району Чувашії, Росія. Входить до складу Середньокібецького сільського поселення.
Населення — 2 особи (2010; 46 у 2002).
Національний склад:
- чуваші — 89 %